# Domingo Lucciarini
Domingo Lucciarini (Domenico Lucciarini) (16 de agosto de 1936 - 17 de julio de 2008) más conocido como Pepino el Payaso fue un luchador profesional italiano nacionalizado argentino.

## Biografía

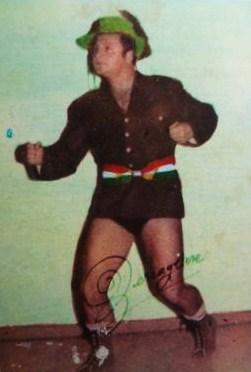
Lucciarini personificando a Il Bersaglieri

Lucciarini nació en Italia el 16 de agosto de 1936, llegó a Buenos Aires hacía fines de los años 30 acompañado de su familia. Comenzó su carrera en los años 60 de la mano de Martín Karadagián, quien lo había incorporado a la troupe de Titanes en el Ring donde personificó a Il Bersaglieri. Años más tarde personificaria a Pepino el Payaso, uno de los personajes más populares de Titanes.
Lucciarini participó de algunas películas incluyendo Titanes en el ring (1973), Un loco en acción con Carlitos Balá. y Superagentes y titanes con Víctor Bó, Julio De Grazia y Juan Carlos Thorry.
En 1988 Lucciarini acompañó a Juan Carlos Altavista en Super Mingo, que se emitía por Canal 11. En 1997 fue convocado por Paulina Kardagián y Jorge Rial para participar del retorno de Titanes en el Ring a la televisión.
En su trayectoria en Titanes en el Ring personifico a Il Bersaglieri,Pepino el Payaso y El Verdugo
Lucciarini falleció de causas naturales el 17 de julio de 2008, en su casa en la localidad de Gerli, a dos cuadras de la estación de trenes.